# Adrian Andreev
Adrian Andreev (n. 12 mai 2001, Sofia, Bulgaria) este un jucător de tenis bulgar. A participat la competiții asociate Jocurilor Olimpice în care a câștigat o medalie de argint.